# Operace Dynamo
Operace Dynamo byla hromadná evakuace spojeneckých vojáků z pláží a přístavu v Dunkerque ve Francii, která proběhla mezi 27. květnem a 4. červnem roku 1940. Poté, co byly britské, francouzské a belgické jednotky (cca 400.000 vojáků) u Dunkerque obklíčeny německou armádou, byla 26. května nařízena jejich evakuace přes kanál. Winston Churchill charakterizoval události ve Francii ve svém projevu k poslanecké sněmovně jako „kolosální vojenskou katastrofu“, kdy „jádro a mozek britského expedičního sboru uvízl v Dunkerque“. Záchranu mnoha tisíců vojáků (cca 338.000) označil za „zázrak vysvobození“.

## Situace před evakuací
Dne 10. května 1940 zahájili Němci překvapivou ofenzivu na západní frontě, Fall Gelb. Cílem tohoto útoku bylo vražení klínu mezi spojence, který by je rozdělil na dvě části:
- severní, tj. britské, francouzské a belgické síly v Belgii a severní Francii
- jižní, tj. hlavní francouzské síly ve Francii

V severním úseku byla předtím vedena klamná ofenziva s cílem nalákat hlavní spojenecké síly právě tam. To se Němcům podařilo, protože po dobytí silné pevnosti Eben-Emael německými výsadkáři stihli Němci převálcovat polovinu Belgie. Do tohoto dne Britové úspěšně odráželi všechny německé pokusy o průlom a nečekaná palba z boku pro ně byla šokem. Velitel Britského expedičního sboru generál vikomt Gort na rozdíl od svých francouzských kolegů nezpanikařil a okamžitě přijal obranná opatření. Přikázal vytvořit na jihu obrannou linii a nechráněné úseky narychlo obsadil týlovými jednotkami. Odříznutí Britů a části Francouzů od hlavních sil se mu však nepodařilo zabránit. Zhruba po týdnu Gort zjistil, že situace je tak zlá, že bude potřeba britské jednotky evakuovat. O tom však britský premiér Winston Churchill, ani francouzský premiér Reynaud nechtěli ani slyšet. Generál Gort dostal rozkaz, aby uskutečnil útok s cílem průlomu a spojení s hlavními spojeneckými silami. Tankový výpad u Arrase se uskutečnil 21. května 1940 a Britové postoupili o 16 km, přičemž ztratili 46 tanků. I když se spojeneckým vojskům zpočátku dařilo Němce překvapit, v průběhu následujících dvou dnů byli Spojenci zastaveni.
Po selhání tohoto pokusu dospěl i premiér Churchill k poznání, že nejvhodnějším řešením kritické situace bude vojska evakuovat. Proto vydal rozkaz k evakuaci a francouzská vláda mu to schválila. Generál Gort vytvořil 60 km dlouhý a 10 km široký koridor, jímž se jeho vojska přesouvala k evakuačnímu bodu. Gort za něj zvolil město Dunkerque s velkým přístavem. Stále však nebylo jisté, zda spojenecká vojska dosáhnou přístavu dřív než Němci. Zde mohl, jak prohlásil Gort, pomoci jen zázrak. A ten přišel - německá vojska se totiž neočekávaně zastavila na několik dnů.

### Haltbefehl
O tom, proč se tak stalo, se dlouho vedly spory. Zejména němečtí generálové (především maršál Gerd von Rundstedt) a historikové, kteří vycházeli z pamětí německé generality (například Basil Liddell Hart), po válce tvrdili, že zdržení způsobil Hitler svým Haltbefehlem, ať už z diplomatických ohledů vůči Velké Británii, nebo kvůli své strategické neschopnosti. Historikové zkoumající dobové německé dokumenty (například Martin Gilbert) naopak za iniciátory rozkazu o zastavení postupu německých tankových sil označují velitele německé 4. armády, generála Günthera von Kluge a generála von Rundstedta. Von Kluge byl 23. května znepokojený přílišným vysunutím tankové skupiny generála Kleista oproti doprovodným pěchotním jednotkám a Rundstedta pro změnu znepokojoval rychle klesající počet bojeschopných vozidel tankových jednotek. A byl to právě von Rundstedt, kdo následující den přesvědčil Hitlera, aby rozkaz navzdory protestům jiných generálů potvrdil. Rozkaz, kterým byl postup tankových jednotek poté obnoven, přišel dne 26. května, ale některé jednotky kvůli probíhajícím opravám a doplňování paliva dokázaly pokračovat v útoku až následující den. Spojenečtí vojáci tak měli cestu do Dunkerque několik dní otevřenou a spojenecké velení mohlo připravit evakuaci.

## Evakuace

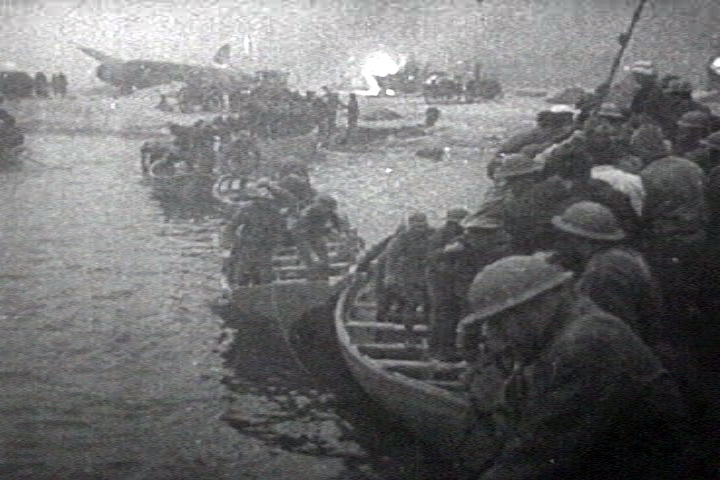
Britští vojáci se naloďují

Nalodění vojáků nebylo tak lehké, jak se na první pohled mohlo zdát. Hlavní problémy byly:
- Nedostatek lodí kvůli jejich potápění ze vzduchu (Luftwaffe)
- Samotný přístav pro obrovské masy vojska nestačil
- Dunkerkská pláž klesala do moře pozvolna a větší lodě mohly kromě přístavu kotvit jen velmi daleko od břehu. Přímá plavba do Velké Británie byla blokována minovými poli, jež se musela obeplouvat severním směrem, což prodlužovalo trasu, která byla navíc ohrožována německými ponorkami.
- útoky Luftwaffe.

Video z evakuace

Nedostatek lodí dostal na starost viceadmirál Bertram Ramsay, který celé operaci velel z Doveru, přesněji z dynamové místnosti v podzemí Doverského hradu, a proto celá operace dostala název Operace Dynamo.
Vzhledem k tomu, že v té době ani britská flota nedisponovala dostatkem lodí, byly o pomoc požádány všechny organizace evidující plavidla. Bylo třeba sehnat námořníky, zejména dobrovolníky, neboť nebyl dostatek profesionálů. Akce měla mezi obyvatelstvem Velké Británie velký ohlas a do Doveru a Ramsgate proudily davy dobrovolníků. Mnoho lidí, zejména rybářů, poskytovalo své byť malé lodě dobrovolně k evakuaci. Datum jejího začátku bylo stanoveno na noc z 26. na 27. května 1940.
Vzhledem ke skutečnosti, že naloďovací přístav v Dunkerque byl poškozen německým letectvem, musely se k nalodění používat dva obrovské vlnolamy, které vyčnívaly do moře. Jako náhradní mola byla používána nákladní auta zaparkovaná v dlouhé řadě do moře. Zpočátku probíhalo naloďování velice pomalu, podařilo se evakuovat pouze 5000 vojáků. Později, když se podařilo evakuaci zorganizovat, to bylo více než 30 000 vojáků za den. Naloďující se vojáci byli neustále ohrožování německou Luftwaffe, proti níž neměli protiletadlová děla, která byla kvůli nepochopení rozkazu předčasně zničena. Britská RAF zasahovala jen sporadicky, celodenní letecké krytí si nemohla dovolit.

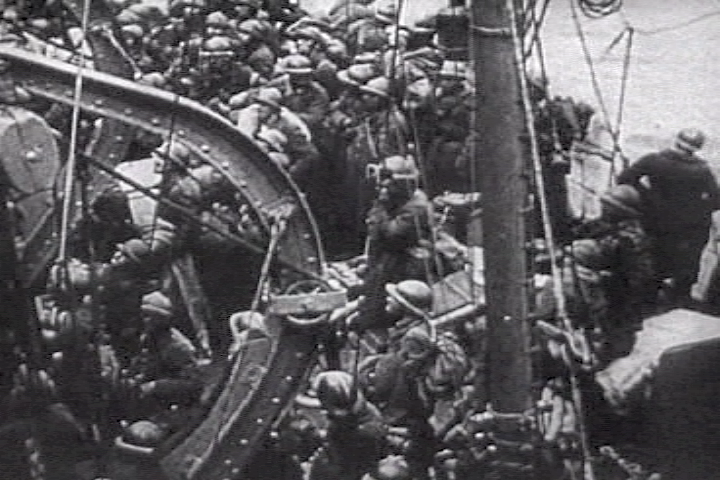
Naloďování francouzských vojáků

Zadní krytí evakuovaných vojsk zabezpečovaly jednotky, které si zatím udržely největší bojeschopnost, jako např. oddíly Coldstream Guard, či Francouzi, kteří drželi podstatnou část perimetru kolem města. Přes počáteční předsudky se Francouzi ukázali jako skvělí a spolehliví vojáci. Hanbu jim však dělal jejich neschopný nejvyšší velitel generál Blanchard.
Krize nastala, když kapitulovala Belgie a belgičtí vojáci přestali klást organizovaný odpor. Na jejich místo však nastoupila britská 3. pěší divize, které velel pozdější maršál Montgomery. Spojencům však pomohla skutečnost, že Němci přesunuli všechny tankové jednotky na jih do bitvy o Francii. U Dunkerque zůstaly jen německé pěší jednotky, které však útočily na obklíčené spojence dál.
| Datum      | Evakuovaní z pláže | Evakuovaní z Dunkerqueského přístavu | Celkem  |
| ---------- | ------------------ | ------------------------------------ | ------- |
| 27. května | –                  | 7 669                                | 7 669   |
| 28. května | 5 390              | 11 874                               | 17 804  |
| 29. května | 13 752             | 33 558                               | 47 310  |
| 30. května | 29 512             | 24 311                               | 53 823  |
| 31. května | 22 942             | 45 072                               | 68 014  |
| 1. června  | 17 348             | 47 081                               | 64 429  |
| 2. června  | 6 695              | 19 561                               | 26 256  |
| 3. června  | 1 870              | 24 876                               | 26 746  |
| 4. června  | 622                | 25 553                               | 26 175  |
| Celkově    | 98 671             | 239 555                              | 338 226 |

## Ukončení evakuace
Boje pokračovaly do rána 4. června 1940, kdy se německým vojskům podařilo prolomit francouzskou obranu. Do té doby bylo evakuováno zhruba 338 tisíc britských a francouzských vojáků. Nepodařilo se evakuovat posledních 40 tisíc převážně francouzských vojáků, kteří kryli ústup. Jejich osud zpečetili velitelé, kteří oznámili, že jejich evakuace je zbytečná. Ze 123 tisíc zachráněných francouzských vojáků naprostá většina byla obratem evakuována do francouzských přístavů a mnozí z nich padli do zajetí o pár týdnů později. Pouze asi tři tisícovky Francouzů zůstaly v Anglii a staly se jádrem jednotek Svobodné Francie pod vedením de Gaulla.[zdroj⁠?!]
Britský expediční sbor zanechal na plážích u Dunkerque všechnu svou těžkou výzbroj. Ani zdaleka se všem vojákům nepodařilo zachránit jejich osobní zbraně. Navzdory porážce skončila Operace Dynamo úspěchem, protože se podařilo zachránit obrovské množství vycvičených britských, francouzských, belgických, ale i polských a československých vojáků před zajetím.